# 纳威区
纳威区是缅甸佤邦富邦县下辖的一个区。

## 地理
纳威区位于萨尔温江东部，与缅甸联邦第一特区果敢县和木邦县隔江相望，北接班弄区、南邓区，东接勐冒县公明山区，南邻曼东区。纳威区总面积666平方公里，最低海拔460米，最高海拔120米。

## 区划沿革
纳威区原隶属勐冒县。2024年6月10日，划归新设立的富邦县管辖。

## 行政区划
纳威区下辖6乡，共70个自然村：
- 纳威乡[5]：满堂二村、果敢寨
- 公沙乡
- 邦尧乡[6]：盖子村、南本村[7]
- 邦永乡
- 问恩乡：问恩村[5]
- 温高乡[8]
- 纳怀乡

## 民族
纳威区2016年总人口10248人，有佤族、汉族、傣族、拉祜族、傈僳族、缅族、景颇族、白族等8个民族。